# Анджело Сормані
Анджело Сормані (італ. Angelo Benedicto Sormani, * 3 липня 1939, Жау, Бразилія) — колишній італійський футболіст бразильського походження, нападник. Належав до цілої плеяди південноамериканських футболістів, що протягом 1950-х та початку 1960-х років прибули до Італії, де були натуралізовані. По завершенні ігрової кар'єри — футбольний тренер.
Насамперед відомий виступами за клуб «Мілан», а також національну збірну Італії.
Чемпіон Італії. Дворазовий володар Кубка Італії. Володар Кубка Кубків УЄФА. Володар Кубка чемпіонів УЄФА. Володар Міжконтинентального кубка.

## Клубна кар'єра
Вихованець футбольної школи бразильського клубу «Сантус».
1961 року прибув до Італії, де почав виступи за команду клубу «Мантова», в якій провів два сезони, взявши участь у 64 матчах чемпіонату.
Згодом з 1963 по 1965 рік грав у складі команд клубів «Рома» та «Сампдорія». Протягом цих років виборов титул володаря Кубка Італії (з «Ромою»).
Своєю грою за «Сампдорію» привернув увагу представників тренерського штабу клубу «Мілан», до складу якого приєднався 1965 року. Відіграв за «россонері» наступні п'ять сезонів своєї ігрової кар'єри. Більшість часу, проведеного у складі «Мілана», був основним гравцем атакувальної ланки команди. У складі «Мілана» був одним з головних бомбардирів команди, маючи середню результативність на рівні 0,34 голу за гру першості. За цей час додав до переліку своїх трофеїв титул чемпіона Італії, знову ставав володарем Кубка Італії, вигравав Кубок Кубків УЄФА, Кубок чемпіонів УЄФА та Міжконтинентальний кубок.
Протягом 1970—1973 років захищав кольори клубів «Наполі» та «Фіорентина».
Завершив професійну ігрову кар'єру у клубі «Ланероссі», за команду якого виступав протягом 1973—1976 років.

## Виступи за збірну
1961 року дебютував в офіційних матчах у складі національної збірної Італії. Протягом кар'єри у національній команді, яка тривала усього 2 роки, провів у формі головної команди країни 7 матчів, забивши 2 голи. У складі збірної був учасником чемпіонату світу 1962 року у Чилі.

## Кар'єра тренера
Розпочав тренерську кар'єру невдовзі по завершенні кар'єри гравця, 1980 року, очоливши тренерський штаб «Наполі».
Згодом, у 1986–1988 роках працював з «Ромою», а останнім клубом тренерської кар'єри Сормані була «Катанія», команду якої він очолював протягом 1990–1991.

## Статистика виступів

### Статистика клубних виступів
| Сезон   | Клуб         | Чемпіонат | Чемпіонат | Чемпіонат |
| Сезон   | Клуб         | Ліга      | Ігор      | Голів     |
| ------- | ------------ | --------- | --------- | --------- |
| 1961-62 | «Мантова»    | A         | 31        | 16        |
| 1962-63 | «Мантова»    | A         | 33        | 13        |
| 1963-64 | «Рома»       | A         | 25        | 6         |
| 1964-65 | «Сампдорія»  | A         | 30        | 2         |
| 1965-66 | «Мілан»      | A         | 32        | 21        |
| 1966-67 | «Мілан»      | A         | 18        | 4         |
| 1967-68 | «Мілан»      | A         | 29        | 11        |
| 1968-69 | «Мілан»      | A         | 26        | 4         |
| 1969-70 | «Мілан»      | A         | 29        | 5         |
| 1970-71 | «Наполі»     | A         | 25        | 5         |
| 1971-72 | «Наполі»     | A         | 28        | 2         |
| 1972-73 | «Фіорентина» | A         | 9         | 0         |
| 1973-74 | «Ланероссі»  | A         | 24        | 5         |
| 1974-75 | «Ланероссі»  | A         | 22        | 4         |
| 1975-76 | «Ланероссі»  | B         | 11        | 3         |
| Усього  | Усього       | Усього    | 372       | 101       |

## Титули і досягнення
- Чемпіон Італії (1):

«Мілан»:  1967–68
- Володар Кубка Італії (2):

«Рома»:  1963–64
«Мілан»:  1966–67
- Володар Кубка Кубків УЄФА (1):

«Мілан»:  1967–68
- Володар Кубка європейських чемпіонів (1):

«Мілан»:  1968–69
- Володар Міжконтинентального кубка (1):

«Мілан»:  1969